# 최석 (고려 전기)
최석(崔奭: ? ~ 1099년)은 고려 전기의 문신으로 최유청의 아버지이며 철원 최씨의 시조인 최준옹의 증손자다. 최종 관직은 수태보 문하시랑 동중서문하평장사 판이·예부사다. 시호는 예숙(譽肅)이다.

## 약력
- 생년: 미상.
- 1051년(문종 5): 과거에 급제함.[3]
- 1059년(문종 13): 거란에 고주사로 보내짐.[4]
- 1060년(문종 14): 장마가 심하자 왕의 지시로 죄수를 재심하라는 명령을 받음.[5]
- 1075년(문종 29): 음력 4월에 거란에 사신으로 감.[6] 음력 12월에 전중감 지어사대사로 임명받음.[7]
- 1077년(문종 31): 좌간의대부로 임명받음.[8]
- 1080년(문종 34): 동지중추원사로 병마사가 되어 여진족 정벌에 참여함.[9]
- 1081년(문종 35): 이부상서 참지정사로 임명받음.[10]
- 1083년(문종 37): 중서시랑 동중서문하평장사로 임명받음.[11]
- 1086년(선종 3): 문하시랑평장사로 임명받음.[12]
- 1087년(선종 4): 음력 3월에 권판상서이부사로,[13] 음력 9월에 검교태보로,[14] 음력 12월에 수태위 판상서이부사 감수국사로 임명받음.[15]
- 1093년(선종 10): 아들 최유청이 태어남.
- 1099년(숙종 4): 사망.